# 何陞
何陞（1412年—？），字文達，浙江嚴州府淳安縣人，民籍。明朝政治人物。進士出身。

## 生平
浙江鄉試第四十五名。正統十三年（1448年）戊辰科會試第三十一名，殿試登進士第二甲第二十五名，授戶科給事中，屢晉都給事中，官至河南右參議。

## 家族
曾祖何仲祺。祖父何榮善，曾任任知州。父亲何公郁。